# Mistinguett
Mistinguett /mistɛ̃ˈɡɛt/, pseudonimo di Jeanne Florentine Bourgeois (Enghien-les-Bains, 3 aprile 1875 – Bougival, 5 gennaio 1956), è stata un'attrice e cantante francese considerata, con Maurice Chevalier e Joséphine Baker, una delle grandi star del music-hall francese.

## Biografia
Jeanne Florentine nacque da Jeanne Debray e Antoine Bourgeois in un modestissimo appartamento della rue du Chemin-de-fer 5 a Enghien-les-Bains. Il padre aveva 31 anni e lavorava alla giornata, mentre la madre, di dieci anni più giovane, era una semplice sarta che lavorava alla produzione di cappelli. Antoine, che di formazione era carpentiere, cambiò lavoro e diventò materassaio, portando con sé la moglie e coinvolgendo anche la bambina non appena fu in età di aiutare. Alla nascita del fratello Marcel, la famiglia si spostò in rue de la Pointe-Raquet, ma la situazione economica restò molto precaria, al limite della miseria.
Fin dalla prima gioventù, Jeanne desiderò diventare un'artista, aspirazione che non cambiò con il passare del tempo e che preoccupò molto la madre. Rimasta vedova, la donna ebbe difficoltà a mantenere la famiglia e si preoccupò molto per la reputazione della figlia, desiderosa di entrare nel mondo dello spettacolo da lei considerato immorale. Jeanne, dopo aver convinto la madre, iniziò a seguire corsi di canto e violino a Parigi dal professor Boussagol. Tuttavia l'incontro che sarà per lei determinante fu quello con Alice Ozy. La donna, che abitava a Enghien-les-Bains, era stata una delle più famose attrici del secondo impero, e grazie a lei Jeanne affinò le sue doti innate per lo spettacolo. Sempre grazie a lei incontrò Saint-Marcel, noto autore di teatro e riviste, che le suggerì il suo famoso pseudonimo Mistinguett. Nel 1890 infatti ebbe molto successo un'operetta di Edmond Audran, Miss Helyett, e Jeanne era spesso soprannominata così perché assomigliava all'eroina dell'operetta. Sembra che durante un viaggio in treno verso Parigi, Saint-Marcel sentendola canticchiare la sua famosa canzone, "La Vertinguette", le abbia suggerito di modificare il suo soprannome con Mistinguett.
Mistinguett fece il suo debutto parigino verso i 15 anni al Petit Casino, un teatro chiuso nel 1947 e situato al 12 di Boulevard Montmatre. Nel 1894 debuttò al Trianon-Concert, un nuovo teatro inaugurato proprio quell'anno, cantando Max, Ah c'que t'es rigolo senza troppo successo. Si esibì poi anche all'Alcazar d'été, e nel 1897 entrò all'Eldorado interpretando il ruolo di "gommeuse", un personaggio eccentrico dell'alta società. È all'Eldorado che iniziò a farsi un nome, grazie a questo personaggio così particolare, pieno di vita e in continuo movimento. Dopo dei brevi periodi nei caffè concerto parigini, nel 1907 venne assunta al Moulin Rouge grazie all'intercessione di Max Dearly, debuttando il 29 luglio in "La Revue de la Femme", e poi in "La Valse chaloupée" ispirata alla Danse Apache, due enormi successi. La sua carriera era ormai lanciata. Si esibì nei maggiori teatri dell'epoca. È alle Folies Bergère che incontrò Maurice Chevalier in occasione delle audizioni per la La Valse renversante, una parodia de La Valse chaloupée che aveva lanciato la carriera dell'artista. Fu l'inizio di un profondo legame fra i due, non solo perché Jeanne diventerà il suo pigmalione a livello artistico, ma anche perché sarà l'inizio di una profonda storia d'amore che durerà più di dieci anni. Una relazione molto diversa da quella che la legò a Léopold De Lima, ricco ereditiero brasiliano, conosciuto a Parigi nel 1900 e padre del suo unico figlio Léopold Marcel Jean Bourgeois, nato a Montlignon l'8 luglio 1901 e deceduto a Antibes il 12 giugno 1971.
Il legame fra lei e Chevalier era così forte che quando quest'ultimo fu ferito e imprigionato nel 1914 durante la prima guerra mondiale, Jeanne si offrì di lavorare come spia pur di far liberare il suo compagno. Nonostante la sua scarsa preparazione e la poca fiducia da parte dei servizi di spionaggio francese, Jeanne riuscì a ottenere informazioni utili, in particolare da Gottfried von Hohenlohe-Schillingsfürst ambasciatore austro-ungarico presso Berlino. Grazie ai suoi successi fu inviata a Madrid, dove il re Alfonso XIII di Spagna manteneva stretti contatti con il governo tedesco. Fu proprio la sua intercessione che facilitò la liberazione di Chevalier nel 1916.
Artista poliedrica, nel 1908 girò il suo primo film, L'Empreinte ou la Main rouge, realizzato da Henri Burguet. La sua carriera cinematografica fu molto ricca: girerà circa settanta film, per la maggior parte muti. Il suo primo film sonoro fu Rigolboche, realizzato da Christian-Jaque nel 1936. Registrò anche alcune canzoni, di cui una delle più famose è Mon Homme del 1920. Il testo fu scritto da Albert Willemetz su musica di Maurice Yvain. Il brano fu poi ripreso da Channing Pollock che scrisse la versione inglese interpretata da Fanny Brice con il titolo di My man. La canzone è diventata un grande classico interpretato da numerosi cantanti pop e jazz tra i quali [[Billie Holiday]] che ne fece un suo cavallo di battaglia. 
Mistinguett non abbandonò mai il music-hall. Nel 1919 le sue gambe vennero assicurate per l'enorme cifra di 500 000 franchi. Fu una delle più popolari artiste francesi del suo tempo, calcando le scene anche in numerose capitali straniere come Londra, New York e Buenos Aires dove lanciò il famoso spettacolo En douce!.
Durante la seconda guerra mondiale Mistinguett mantenne un profilo discreto, non volendo collaborare con l'occupante nazista, ma continuò a esibirsi nei teatri parigini e non prese mai una posizione chiara, cosa che le sarà rinfacciata alla fine della guerra. Ormai quasi settantenne e rappresentante di una forma di spettacolo superata, Mistinguett si ritirò dalle scene nel 1949. La sera del 24 dicembre 1955 ebbe una congestione cerebrale e polmonare. Le furono accanto i familiari del fratello e il figlio medico, che si occuperà di lei sino alla fine. Morì all'età di 80 anni e fu sepolta nel cimitero di Enghien-les-Bains, nell'Île-de-France.
Questa artista così poliedrica marcò in modo indelebile il suo tempo. Ancora adesso in francese si usa l'appellativo di "mistinguett" per indicare una giovane donna o ragazza piena di vita.

## Filmografia
- L'Empreinte ou la Main rouge, regia di Henri Burguet - cortometraggio (1908)
- Fleur de pavé, regia di Albert Capellani e Michel Carré - cortometraggio (1909)
- Un mari qui l'échappe belle - cortometraggio (1909)
- L'Enlèvement de Mademoiselle Biffin - cortometraggio (1909)
- Ce bon docteur, regia di Georges Monca - cortometraggio (1909)
- Rigadin et la jolie manucure, regia di Georges Monca - cortometraggio (1909)
- La fiancée récalcitrante - cortometraggio (1910)
- Rigadin et Miss Margaret, regia di Georges Monca - cortometraggio (1910)
- Une petite femme bien douce, regia di Georges Denola - cortometraggio (1910)
- Une femme tenace, regia di Georges Monca - cortometraggio (1910)
- Promenade d'amour, regia di Georges Denola - cortometraggio (1910)
- Les Timidités de Rigadin, regia di Georges Monca - cortometraggio (1910)
- Les Fiancés de Colombine, regia di Georges Denola - cortometraggio (1910)
- Le Jupon de la voisine, regia di Georges Monca - cortometraggio (1910)
- La Faute du notaire, regia di Georges Denola - cortometraggio (1910)
- Acte de probité - cortometraggio (1910)
- Zizi la bouquetière, regia di Georges Denola - cortometraggio (1911)
- L'Épouvante, regia di Albert Capellani - cortometraggio (1911)
- Les Deux Sœurs, regia di Albert Capellani - cortometraggio (1911)
- La célibataire - cortometraggio (1911)
- Léocadie veut se faire mannequin, regia di Frédéric Mauzens - cortometraggio (1911)
- La Ruse de Miss Plumcake, regia di Georges Denola - cortometraggio (1911)
- La Vagabonde, regia di Albert Capellani - cortometraggio (1911)
- L'Abîme, regia di Georges Denola - cortometraggio (1911)
- La Bonne à tout faire (o La Servante), regia di Georges Denola - cortometraggio (1911)
- La Note de la blanchisseuse, regia di Georges Denola - cortometraggio (1911)
- Souris d'hôtel, regia di Georges Denola - cortometraggio (1911)
- L'Agence Alice ou la Sécurité des ménages, regia di Georges Monca - cortometraggio (1911)
- La Cabotine, regia di Georges Monca - cortometraggio (1911)
- La Doctoresse, regia di Georges Monca - cortometraggio (1911)
- Le Clown et le Pasha, regia di Georges Monca - cortometraggio (1911)
- À bas les hommes, regia di Maurice Le Forestier - cortometraggio (1912)
- La Vocation de Lolo, regia di Georges Monca - cortometraggio (1912)
- Bal costumé, regia di Georges Monca - cortometraggio (1912)
- Le Parapluie, regia di Daniel Riche - cortometraggio (1912)
- Une bougie récalcitrante, regia di Georges Monca - cortometraggio (1912)
- La Valse renversante, regia di Georges Monca - cortometraggio (1912)
- Le Coup de foudre, regia di Georges Monca - cortometraggio (1912)
- La Folle de Pen-March, regia di Georges Denola - cortometraggio (1912)
- L'Oubliée - cortometraggio (1912)
- Un enfant terrible, regia di Daniel Riche - cortometraggio (1912)
- La Femme du barbier, regia di Georges Monca - cortometraggio (1912)
- Les Misérables - Parte 1: Jean Valjean, parte 2: Fantine, parte 3: Cosette, parte 4: Cosette et Marius, regia di Albert Capellani (1913)
- La Moche, regia di Georges Denola - cortometraggio (1913)
- La Glu, regia di Albert Capellani (1913)
- Bigorno et Gaëtan font une bonne fortune, regia di Romeo Bosetti - cortometraggio (1914)
- La doppia ferita, regia di Augusto Genina (1915)
- Vanna, regia di Louis Paglieri - cortometraggio (1915)
- Chignon d'or, regia di André Hugon (1916)
- Sous la menace, regia di André Hugon (1916)
- Fleur de Paris, regia di André Hugon (1916)
- Mistinguett détective, regia di André Hugon e Louis Paglieri (1917)
- Mistinguett détective II, regia di André Hugon e Louis Paglieri (1917)
- Une soirée mondaine, regia di Henri Diamant-Berger - cortometraggio (1917)
- Ils y viennent tous au cinéma, regia di Henri Diamant-Berger - cortometraggio (1917)
- Bonjour Paris (1926)
- L'Île d'amour, regia di Berthe Dagmar e Jean Durand (1928)
- Rigolboche, regia di Christian-Jaque (1936)
- Carosello del varietà, regia di Aldo Quinti e Aldo Bonaldi (1955)